# Agriotypus armatus
Agriotypus armatus là một loài tò vò trong họ Ichneumonidae.

## Hình ảnh

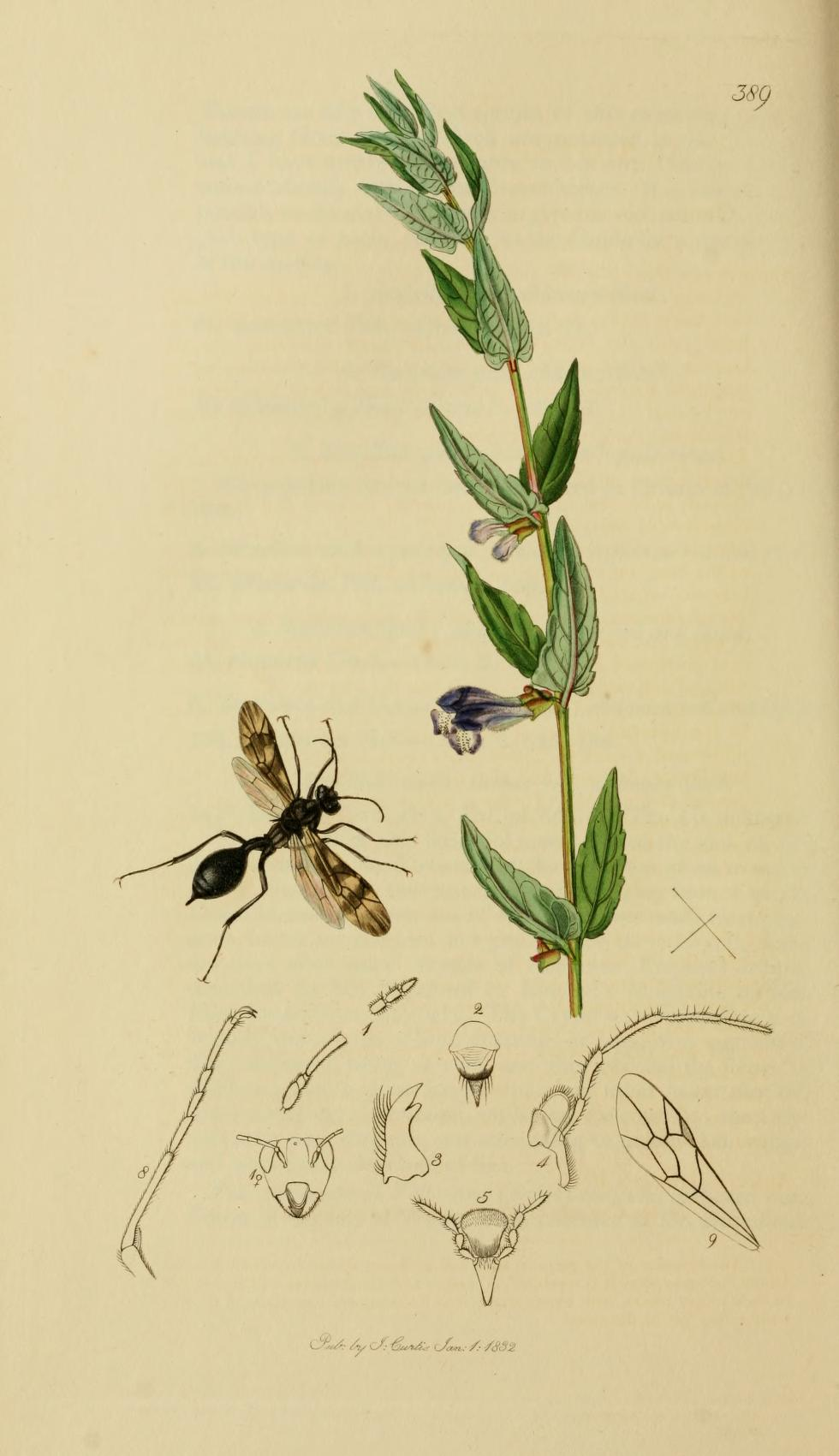